# Moamba (vidas vendidas)
Moamba (Vidas Vendidas) es una película filmada en colores de Argentina dirigida por Massimo Giuseppe Alviani sobre su propio guion. El tema estaba referido a aventuras en la selva misionera. En 1970 se filmaron algunas secuencias en ella así como en el Delta del Río Paraná pero nunca se terminó.

## Reparto
- Oscar Brizuela
- Oscar Casco
- Roberto Guthie
- Diana Ingro
- Ana María Montero
- Hugo Mujica
- Horacio Nicolai
- Miguel A. Olmos
- Eduardo Vener